# Max Marcus
Max Moritz Marcus, född 23 mars 1879 i Stockholm, död där 14 juni 1955, var en svensk direktör och konstnär. Han var far till Björn Marcus.
Han var son till fabrikören Adolph Moritz Marcus och Johanna Horwitz samt gift första gången 1905 med Hilma Eleonora Sachtleben och andra gången från 1927 med Ellen Elisabeth Lind. Vid sidan av sitt arbete i familjeföretaget var han verksam som konstnär. Han var en av medlemmarna i konstnärsgruppen De Frie. Separat ställde han ut på Gummesons konsthall 1917 och på Thurestams konstsalong i Stockholm. Han medverkade i samlingsutställningar med De Frie, Konstföreningen för södra Sverige, Svensk konst i Helsingborg, Liljevalchs konsthall och på den Baltiska utställningen i Malmö. Hans konst består av Stockholms- och skärgårdsmotiv samt landskapsmålningar från Skåne.